# Zamek Ogrodzieniec
Zamek Ogrodzieniec – ruiny zamku leżącego na Jurze Krakowsko-Częstochowskiej, wybudowanego w systemie tzw. Orlich Gniazd, we wsi Podzamcze w województwie śląskim, w powiecie zawierciańskim, około 2 km na wschód od Ogrodzieńca. Zamek został wybudowany w XIV–XV w. przez ród Włodków Sulimczyków.
Zamek leży na najwyższym wzniesieniu Jury Krakowsko-Częstochowskiej – Górze Zamkowej wznoszącej się na 515,5 m n.p.m. Ruiny leżą na turystycznym Szlaku Orlich Gniazd; są udostępnione do zwiedzania.

## Historia
Pierwsze umocnienia w miejscu późniejszego zamku stanęły za panowania Bolesława Krzywoustego. Zostały przypuszczalnie zniszczone podczas najazdu tatarskiego w 1241 r. W miejscu drewnianego grodu murowany zamek zbudował król Kazimierz Wielki, który następnie przekazał go w dzierżawę (jako dożywotnią tenutę) marszałkowi Królestwa Polskiego Przedborowi z Brzezia. Z dokumentów wynika, że Przedbór przeznaczył na wzmocnienie fortyfikacji znaczną sumę pieniędzy. W 1387 roku Władysław Jagiełło nadał zamek Włodkowi z Charbinowic, cześnikowi krakowskiemu, ale jednocześnie zapisał Przedborowi kwotę 300 grzywien groszy polskich na zamku i mieście Dobczyce z przynależnościami, jako rekompensatę wydatków poniesionych wcześniej podczas dzierżawienia zamku. Wtedy to obiekt, wraz z Włodowicami, Koczurowem i fortalicją w Wiesiółce stał się własnością rodu Włodków herbu Sulima (Sulimczyków), którzy władali nim prawie 100 lat.
Warownia była doskonale wkomponowana w teren: z trzech stron osłaniały ją wysokie skały, wjazd prowadził wąską szczeliną między skałami a obwód zamykał kamienny mur.
W 1437 roku Mikołaj z Charbinowic odstąpił zamek Janowi i Janowi-Bartoszowi synom Bartosza z Ogrodzieńca, podkomorzego sandomierskiego. W 1470 r. zamek oraz przyległe dobra ziemskie kupili od Jana-Bartosza z Ogrodzieńca krakowscy bankierzy, bracia Imram (Imbram) Salomonowic (zm. 1504) i Piotr Salomonowic (zm. 1515). Od nich dobra ogrodzienieckie przeszły na własność Jana Feliksa Rzeszowskiego, proboszcza przemyskiego i kanonika krakowskiego. Właścicielami zamku byli w owym czasie również bracia Jana – Andrzej i Stanisław Rzeszowscy. W 1492 r. Jan Feliks Rzeszowski w imieniu swoim i braci odstąpił zamek Janowi II Pileckiemu w zamian za niespłacony dług. Po śmierci Jana Pileckiego zamek w 1496 r. odziedziczył jego syn Mikołaj Pilecki. W 1521 r. z powodu długów Mikołaj Pilecki zastawił zamek Ogrodzieniec i okoliczne dobra Mikołajowi Chełmskiemu, który swój zastaw przekazał w 1523 roku Janowi Bonerowi, burgrabiemu krakowskiemu. Długi Pileckiego tak się zwiększyły, że 22 stycznia 1527 przekazał na własność zamek wraz z okolicznymi dobrami Mikołajowi Chełmskiemu, a ten przekazał go Sewerynowi Bonerowi, który w latach 1530–1545 przebudował i rozbudował zamek o nowe skrzydło, przekształcając średniowieczną gotycką warownię na renesansowy zamek.
W 1562 r. zamek przeszedł w posiadanie Jana Firleja, marszałka wielkiego koronnego, jako męża Zofii, córki Seweryna Bonera. W 1587 r. zamek zdobyły wojska arcyksięcia Maksymiliana, pretendenta do tronu polskiego. W 1655 r. podczas potopu szwedzkiego zamek został częściowo spalony przez wojska szwedzkie, które stacjonowały w nim prawie dwa lata, rujnując znaczną część zabudowań. Kolejnym właścicielem został w 1669 r. Stanisław Warszycki, kasztelan krakowski. Zamek ogrodzieniecki za jego panowania został częściowo odbudowany po zniszczeniach dokonanych przez Szwedów.
Około 1695 r. zamek przeszedł w ręce Męcińskich. W 1702 r. połowa zamku spłonęła wskutek pożaru wznieconego przez wojska szwedzkie Karola XII. Praktycznie nie podjęto już jego odbudowy. Zamek około 1784 r. od rodziny Męcińskich odkupił Tomasz Sariusz Jakliński, lecz nie dbając o jego stan techniczny, doprowadził do całkowitej ruiny. Ostatni mieszkańcy opuścili zrujnowaną warownię około 1810 r. Kolejnym właścicielem Ogrodzieńca był Ludwik Kozłowski. Ten zupełnie nie liczył się z zabytkową wartością budowli, niszcząc mury w celu pozyskania budulca i sprzedając zamkowe wyposażenie Żydom.
Ostatnim właścicielem warowni została pochodząca z pobliskiego zaścianka rodzina Wołczyńskich. Po 1944 roku obiekt znacjonalizowano. Prace konserwatorskie, zmierzające do zachowania zamczyska w formie trwałej ruiny i udostępnienia go zwiedzającym rozpoczęto w 1949 r., a ukończono w 1973 r.
W najniższej kondygnacji Kurzej Stopy zachowały się fragmenty renesansowych fresków przedstawiających lilie.
Obiekt wpisano do rejestru zabytków w 1934, a także ponownie w 1967 (wznowienie decyzji).
Kaplica w Podzamczu
Na sąsiadującym z zamkiem rynku w Podzamczu znajduje się kaplica, która została wybudowana z elementów zamkowych (portal, ślimacznice, gzyms). W jej wnętrzu znajdują się oryginalne elementy z kaplicy zamkowej znad zamkowej bramy – zwornik sklepienia, kula armatnia, która miała wpaść do zamku w czasie potopu szwedzkiego oraz renesansowa figura Matki Boskiej.

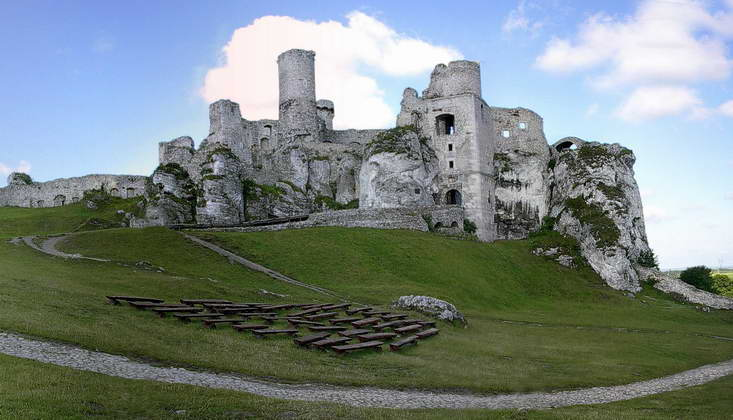
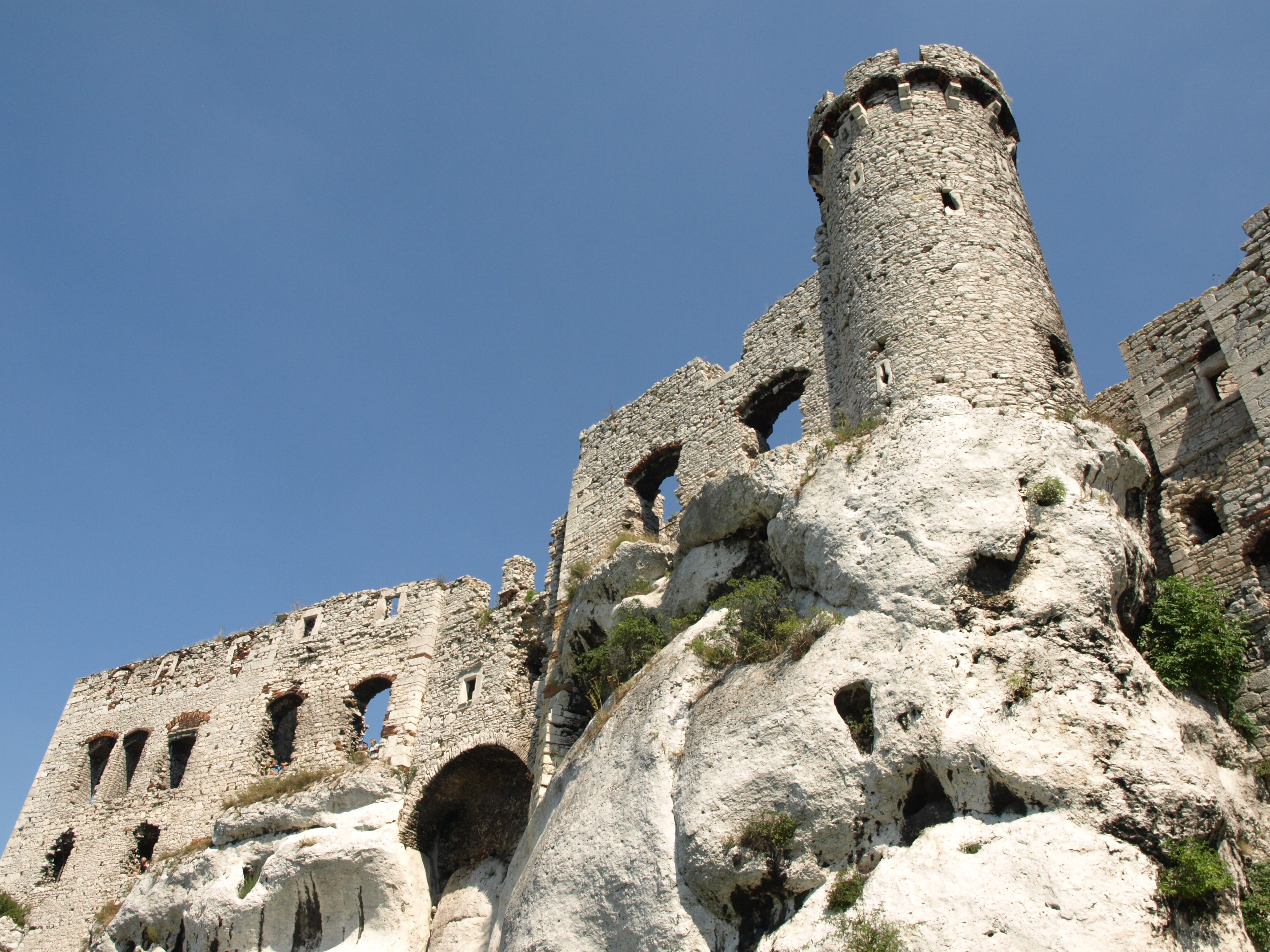
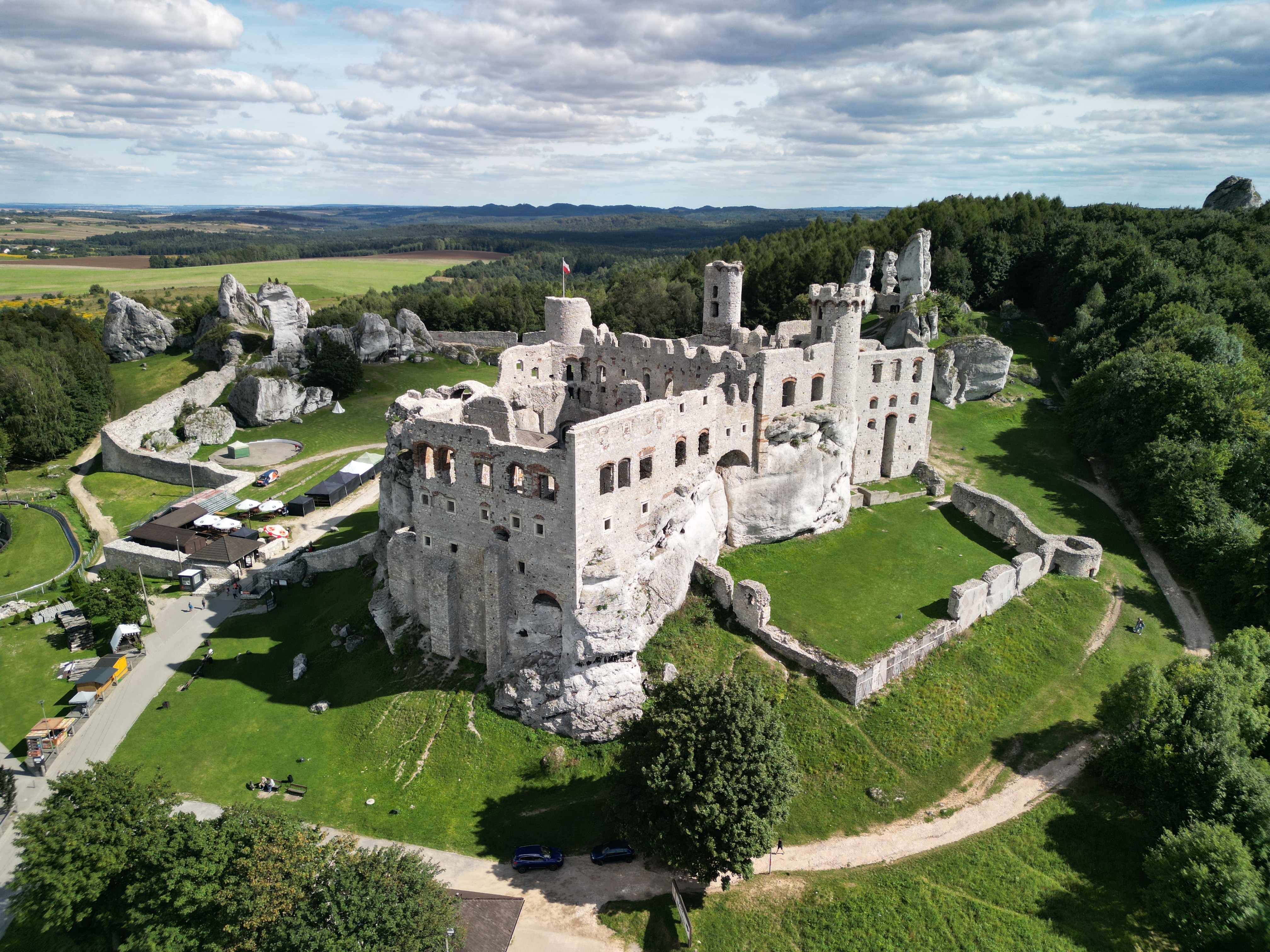
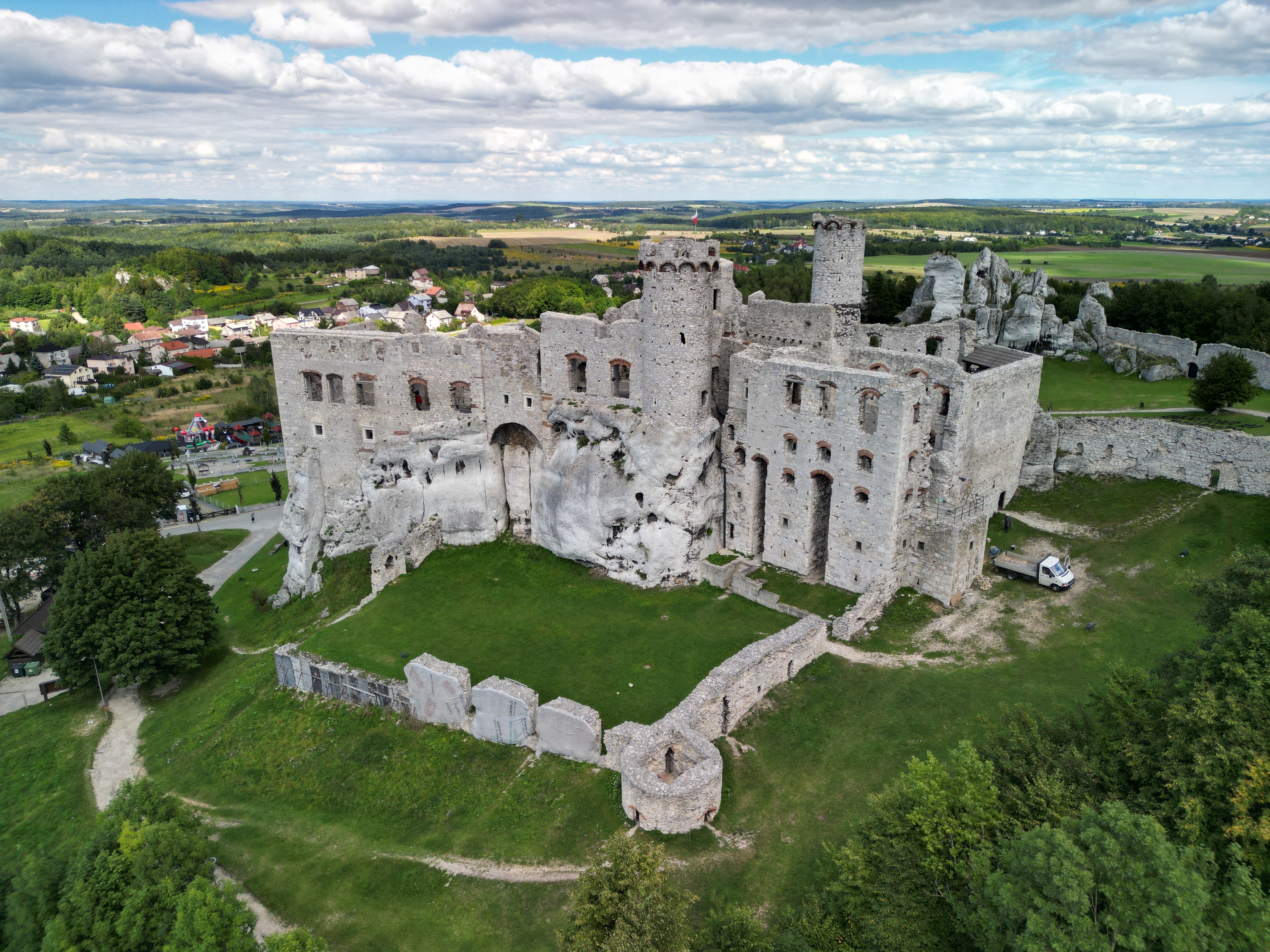
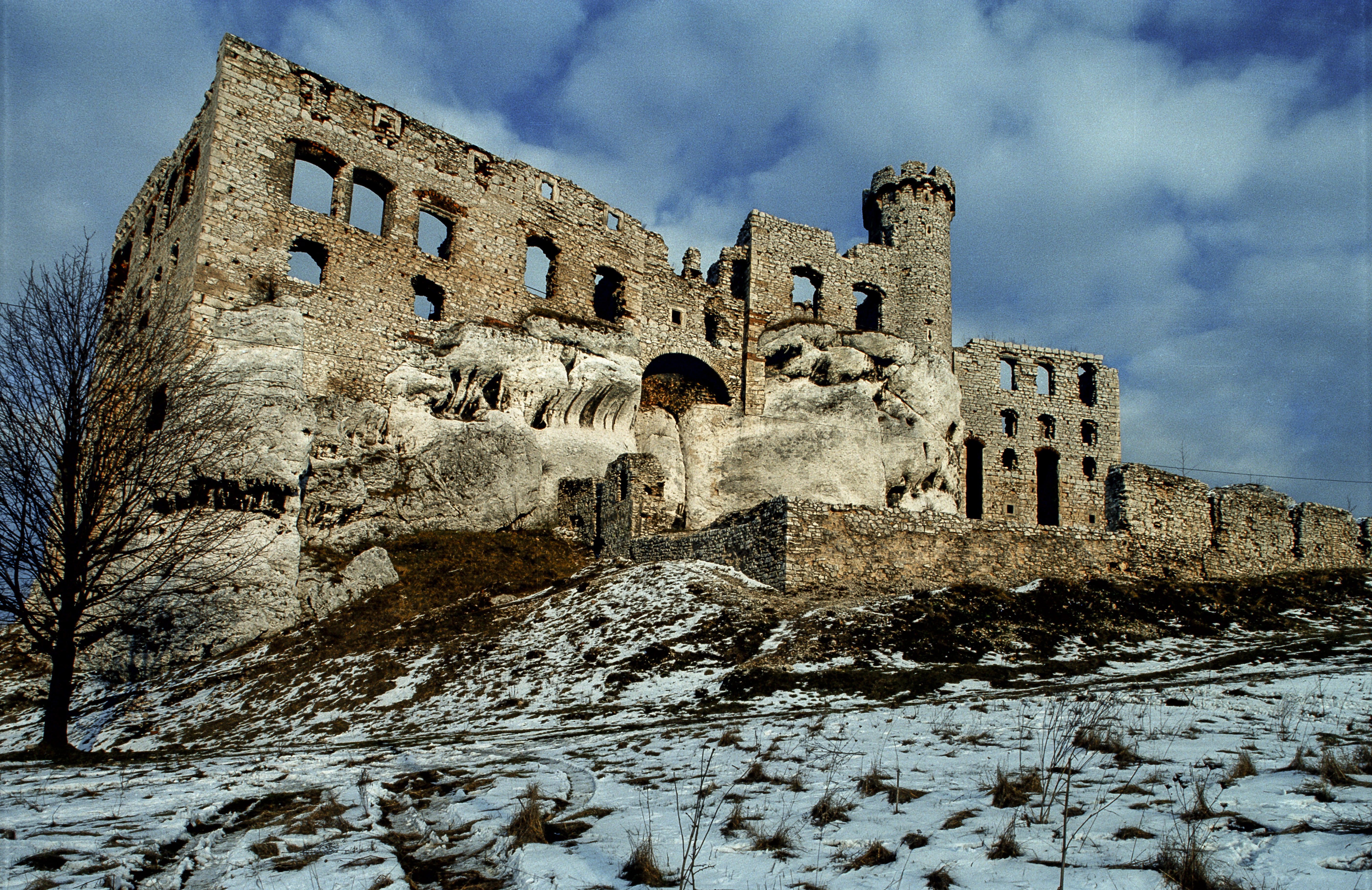
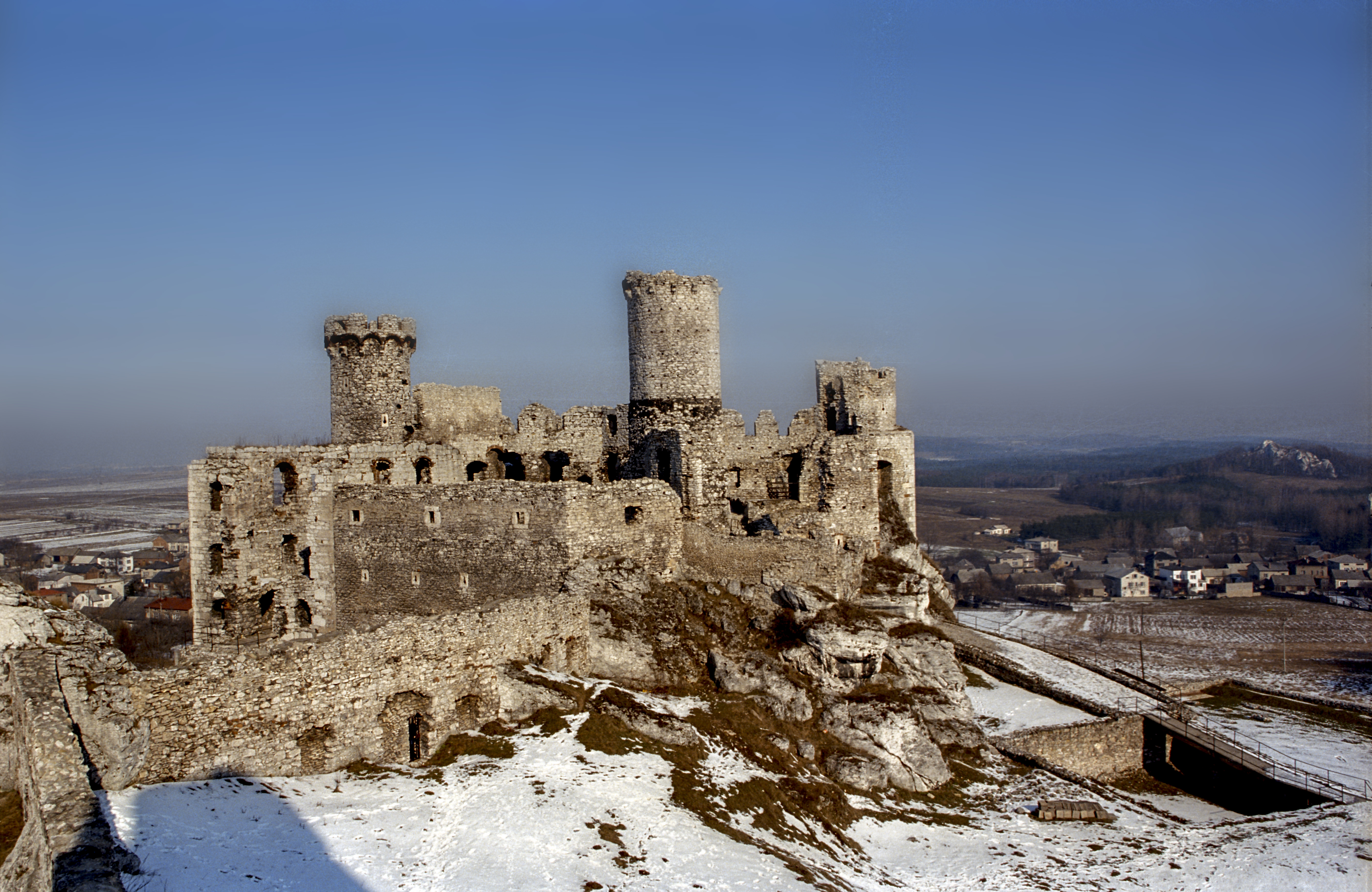
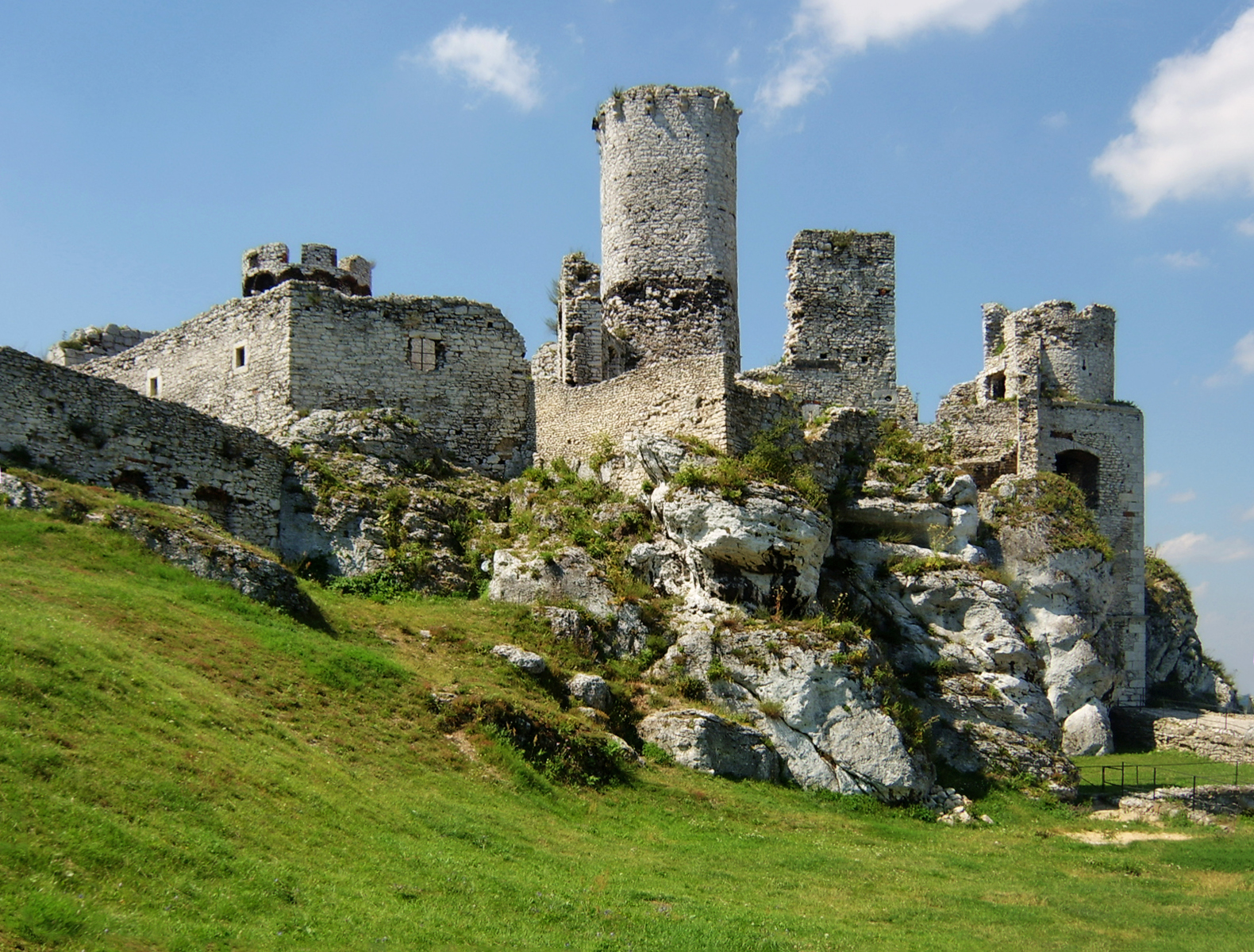
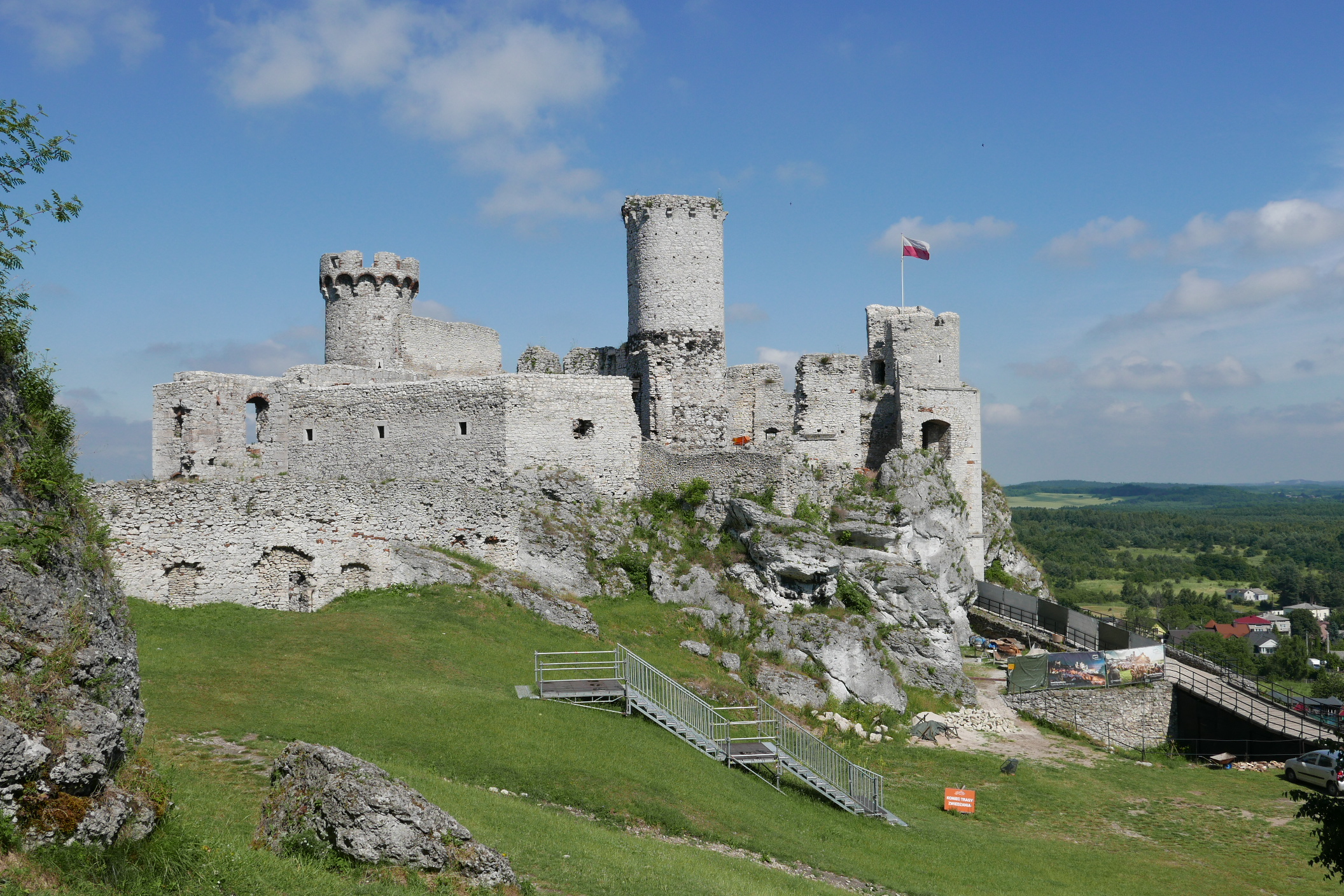
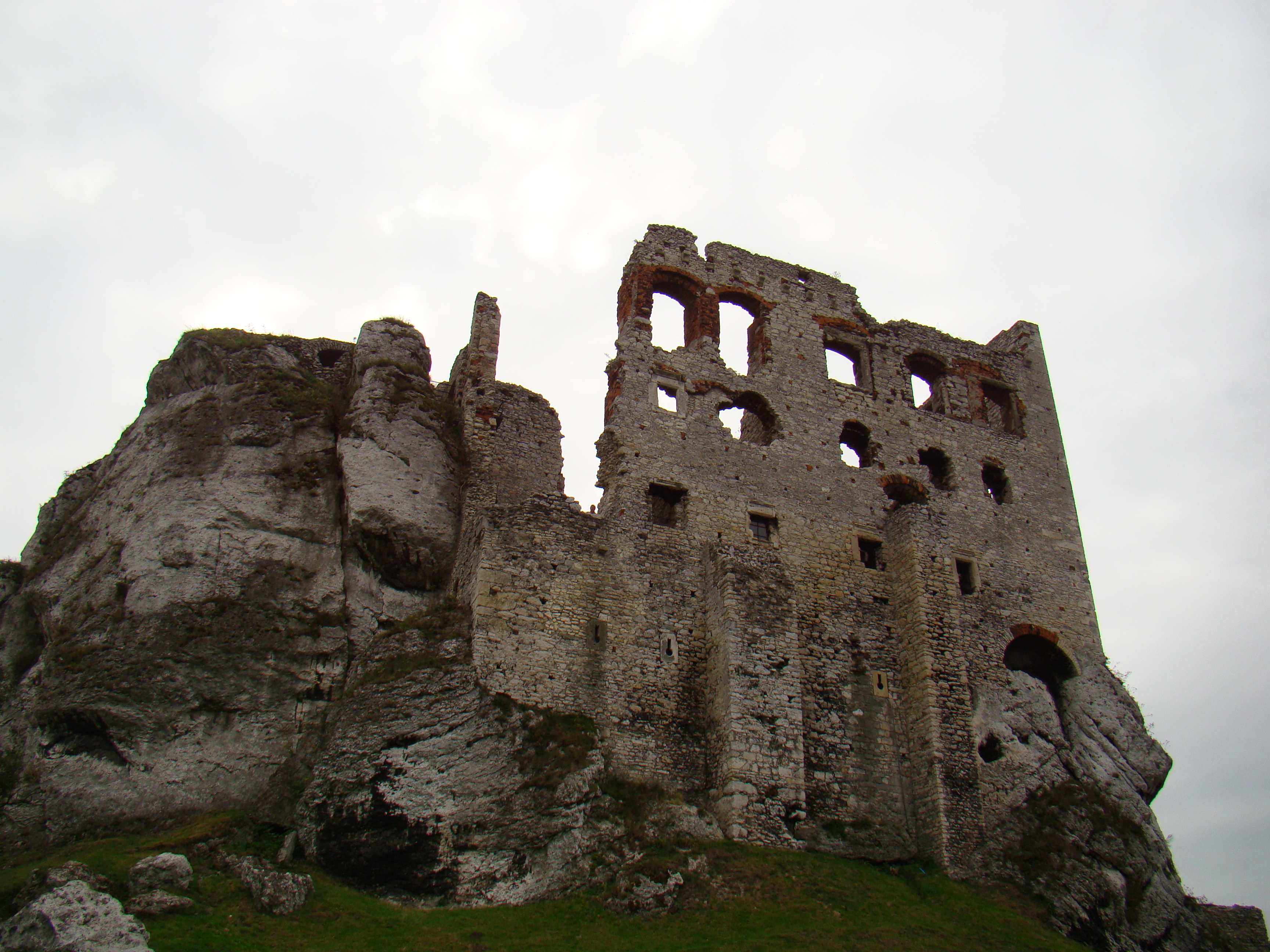
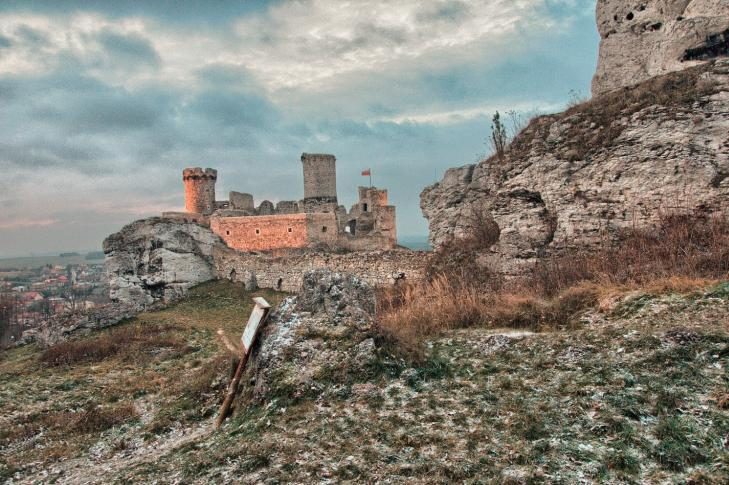
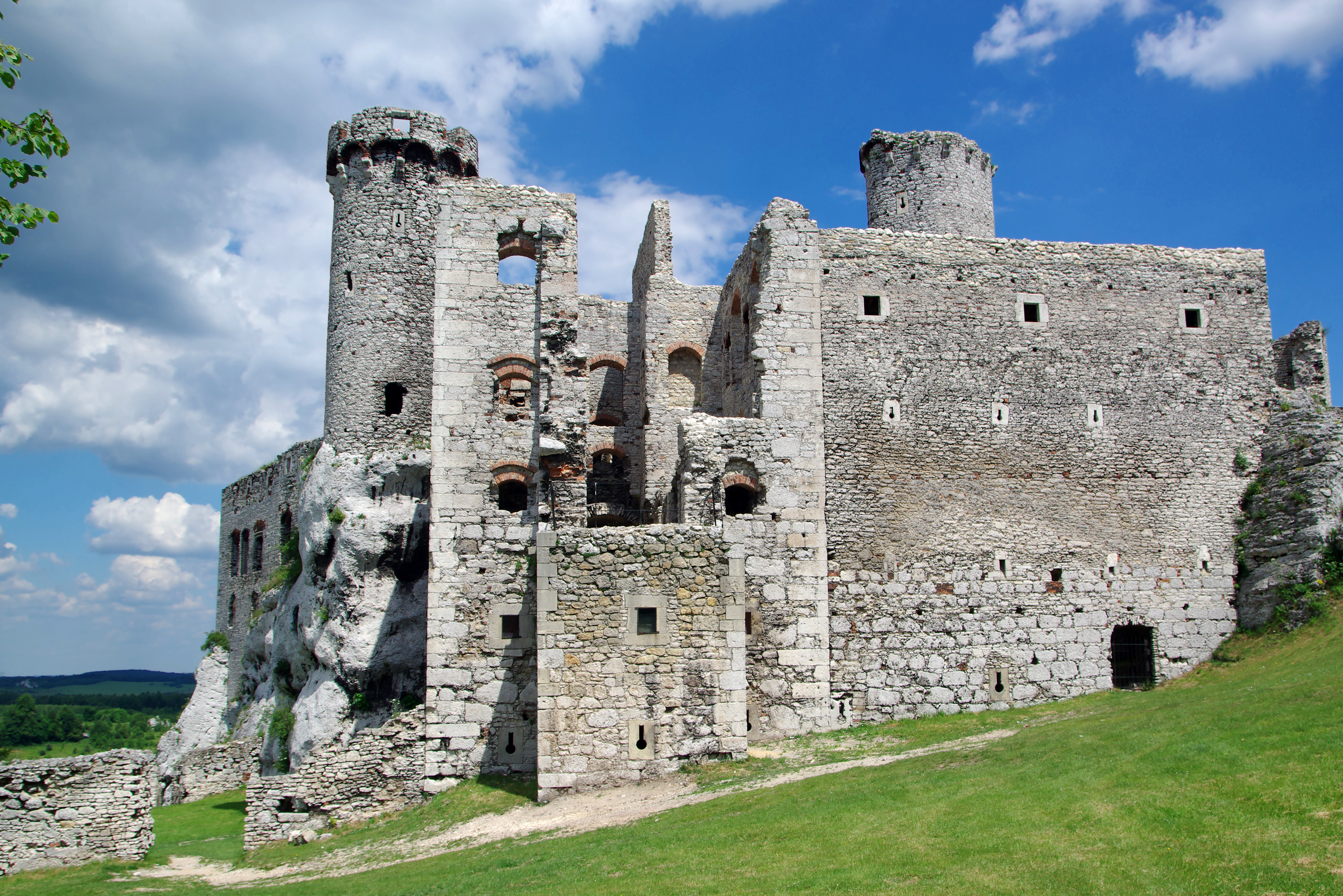

## Odniesienia w kulturze
- Lata 80. XIX w.: Ruiny zamku zachwyciły pisarza i publicystę Adolfa Dygasińskiego, który prawdopodobnie jako pierwszy nazwał je „orlim gniazdem”. Legło to u podstaw nazwania w następnym wieku głównej osi Wyżyny Krakowsko-Częstochowskiej, bogatej w ruiny średniowiecznych zamków, „Krainą Orlich Gniazd”[5].
- 1906: Po wizycie Aleksandra Janowskiego w Ogrodzieńcu założone zostało Polskie Towarzystwo Krajoznawcze, a zarys ruin zamku znalazł się w jego odznace organizacyjnej[5].
- 1973: zamek posłużył jako część plenerów zdjęciowych do serialu Janosik.
- 1980: realizowano na zamku film Rycerz w reżyserii Lecha Majewskiego.
- 1984: heavymetalowy zespół Iron Maiden nagrał na zamku wstawkę filmową, która została użyta w filmie Live After Death w części Behind The Iron Curtain. Materiał został wykorzystany przy utworze Hallowed Be Thy Name.
- 2001: w ruinach realizowano zdjęcia do Zemsty w reżyserii Andrzeja Wajdy. Do zamku dobudowano duże fragmenty dekoracji, które nie zostały usunięte po zakończeniu zdjęć.
- 2009: discopolowy zespół Systematic wykorzystał zamek Ogrodzieniec jako plener w swoim teledysku pt. Marzenia i sny.
- 2019: realizacja scen (Bitwa pod Sodden) do serialu „Wiedźmin” produkowanego przez Netflix.

## Filatelistyka
Poczta Polska wyemitowała 5 marca 1971 r. znaczek pocztowy przedstawiający ogrodzieniecki zamek o nominale 2 złote, w serii Zamki polskie. Druk w technice offsetowej na papierze kredowym. Autorem projektu znaczka był Tadeusz Michaluk. Znaczek pozostawał w obiegu do 31 grudnia 1994 r.

## Ogrodzieniecka Twierdza Światła
Od jesieni 2021 roku na Zamku Ogrodzieniec istnieje Ogrodzieniecka Twierdza Światła. W miesiącach od listopada do lutego po zmroku następuje iluminacja twierdzy. W weekendy odbywają się również pokazy ognia. Na terenie zamkowym są instalacje świetlne postaci Czarnego Psa i Białej Damy.